# Anton Alexandrowitsch Adassinski

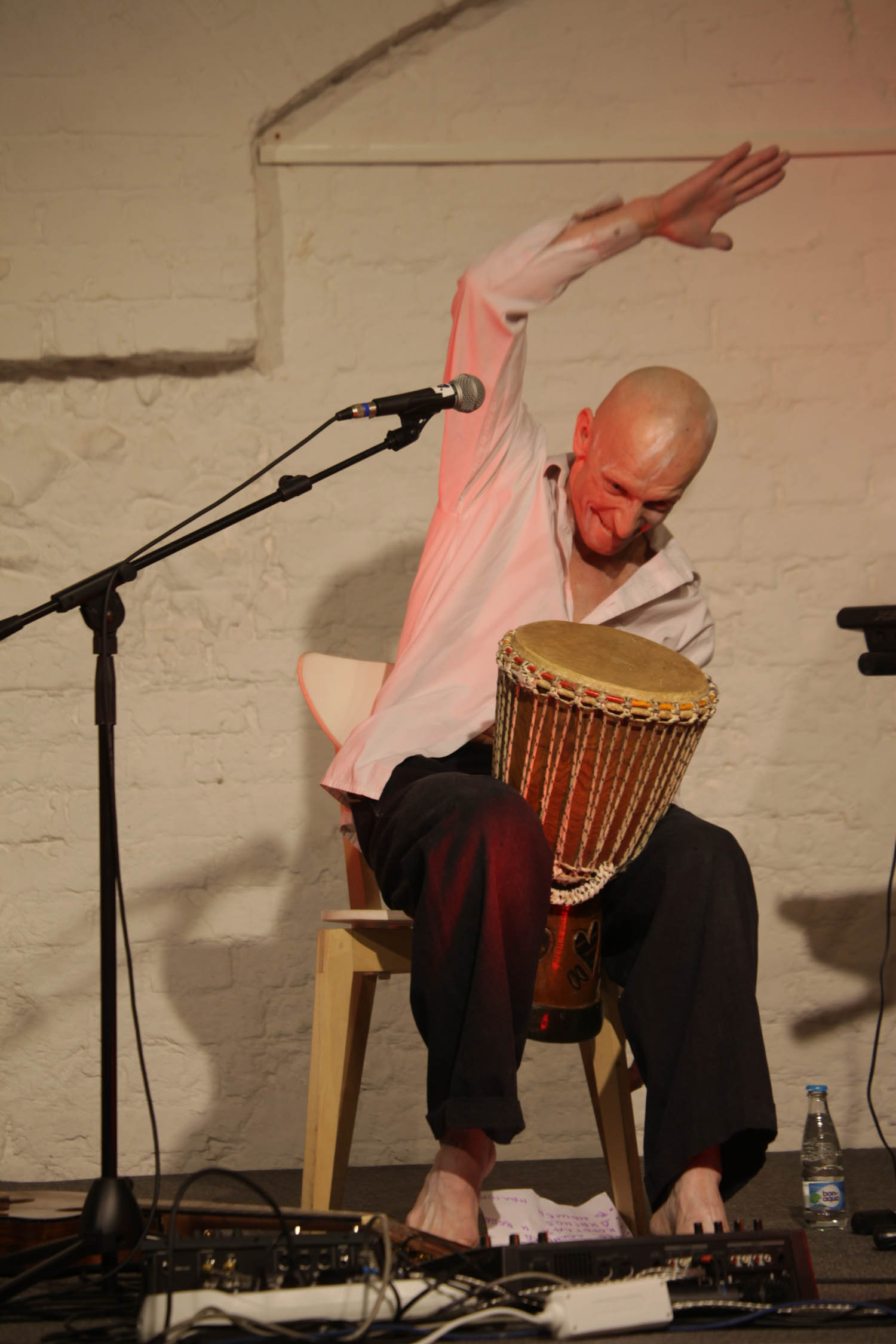
Anton Alexandrowitsch Adassinski, 2013

Anton Alexandrowitsch Adassinski (russisch Антон Александрович Адасинский, meist Anton Adassinsky transkribiert; * 15. April 1959 in Krasnojarsk) ist ein russischer Schauspieler, Komiker und Tänzer.

## Leben
Bereits in jungen Jahren betätigte sich Adassinski künstlerisch mittels des Schreibens von Kurzgeschichten, Gedichten und des Gitarrespielens. Mitglied der Leningrader Clowns-Gruppe Licedei wurde er in den 1980er Jahren. 1988 gründete er das Theater-Ensemble DEREVO (russisch Baum) in Leningrad (heute St. Petersburg). Gemeinsam mit DEREVO verließ er 1990 Leningrad, um in Prag, Amsterdam und Florenz tätig zu werden. Seit 1996 sitzt DEREVO in Dresden, seit 2003 auf dem Gelände des Festspielhauses Hellerau. Adassinski fungiert als der künstlerische Leiter der Gruppe und tritt in zahlreichen Produktionen auch als Tänzer auf. Er rief außerdem das Festival Vertikal ins Leben, das den interkulturellen Austausch zwischen St. Petersburg und Dresden zum Thema hat.
2000 war Adassinski als Drosselmeier in einer Inszenierung des Balletts Nussknacker am Mariinski-Theater St. Petersburg zu sehen.
Neben seiner Tätigkeit im Theater, Tanz und Ballett hat er für einige Filme vor der Kamera gestanden. So spielte er in den russischen Filmen Unikum (1983) und Nur wegen einiger Zeilen (1985) mit. 2001 inszenierte er das eigene Drehbuch Süd. Grenze mit ihm als Darsteller. Alexander Sokurow holte Adassinski 2011 für seinen Film Faust als Mephisto an Bord.

## Auszeichnungen
Den Angel Award bekam Adassinski 2006 auf dem Edinburgh Festival für seine künstlerische Arbeit mit DEREVO verliehen. 2012 wurde Adassinski für seine Rolle des Mephistopheles in Alexander Sokurows Film Faust mit dem Preis der russischen Filmkritik als bester Darsteller einer Nebenrolle bedacht. Adassinski wurde darüber hinaus mit dem russischen Filmpreis Nika als bester männlicher Hauptdarsteller in einem russischen Film (Faust) ausgezeichnet.

## Filmographie
- 1983: Unikum
- 1985: Nur wegen einiger Zeilen (Radi neskolkikh strochek)
- 2001: Süd. Grenze (auch Regisseur, Drehbuchautor und Editor)
- 2011: Faust